# Славський Юхим Павлович
Юхим Павлович Славський (7 листопада 1898, село Макіївка Таганрозького округу Області Донського Війська, Російська імперія нині Україна) — 28 листопада 1991, Москва) — радянський державний і партійний діяч, тричі Герой Соціалістичної Праці (1949, 1954, 1962 р.р.), один з керівників проекту по створенню радянської ядерної зброї, пізніше — керівник радянської атомної промисловості. Член ЦК КПРС (1961—1990). Депутат Верховної Ради СРСР 5—11-го скликань (1958—1989).

## Біографія
Народився в селянській родині. Працювати почав у 1912 році шахтарем у Донбасі. Член РКП(б) з 1918 року.
У 1918–1928 роках у Червоній Армії, учасник Громадянської війни 1918–1920 років. Закінчив Московський інститут кольорових металів і золота в 1933. У 1933-1940-х працював на заводі «Електроцинк» в Орджонікідзе інженером, начальником цеху, головним інженером, директором заводу.
У 1940–1941 роках призначений директором Дніпровського алюмінієвого заводу в Запоріжжі, в 1941–1945 — Уральського алюмінієвого заводу в Кам'янсько-Уральському.
У 1945–1946 роках працював заступником наркома кольорової металургії СРСР.
У 1946–1953 займав пост заступника начальника Першого головного управління при Раді Міністрів СРСР. Одночасно в 1947–1949 роках був директором комбінату № 817.
1949 рік — Сталінська премія. Удостоєний звання Герой Соціалістичної Праці (разом з Б. Л. Ванниковим, І. В. Курчатовим і Ю. Б. Харитоном).
У 1953—1957 роках був першим заступником міністра середнього машинобудування СРСР.
У 1954 році другий раз удостоєний звання Героя Соціалістичної Праці (за роботи зі створення водневої бомби).
24 липня 1957 — березень 1963 року — міністр середнього машинобудування СРСР. У березні 1963 — березні 1965  року — голова Державного виробничого комітету із середнього машинобудування СРСР — міністр СРСР. У березні 1965 — 21 листопада 1986 року  — міністр середнього машинобудування СРСР.
З листопада 1986 року — персональний пенсіонер союзного значення в Москві.

## Нагороди та премії
- Тричі Герой Соціалістичної Праці (29.10.1949, 4.01.1954, 7.03.1962)
- 10 орденів Леніна (25.07.1942, 10.02.1944, 23.02.1945, 29.10.1949, 11.09.1956, 25.10.1958, 25.10.1968, 25.10.1971, 25.10.1978, 25.10.1983)
- Орден Жовтневої Революції (25.10.1973)
- Орден Вітчизняної війни I ступеня (11.03.1985)
- 2 ордени Трудового Червоного Прапора (24.12.1953, 29.07.1966)
- Медаль «За трудову доблесть» (21.08.1953)
- Інші медалі
- Орден «Зірка дружби народів» II ступеня (1978, ГДР)
- Ленінська премія (1980)
- Сталінська премія I ступеня (1949)
- Сталінська премія I ступеня (1951)
- Державна премія СРСР (1984)
- Почесний громадянин міста Обнінська